# Josiah Whitney
Josiah Dwight Whitney (23 de noviembre de 1819, Northampton, Massachusetts - 15 de agosto de 1896, el lago Sunapee, Nuevo Hampshire) fue un geólogo y profesor de geología en la Universidad de Harvard. Él era el jefe del Servicio Geológico de California (1860-1874).

## Trabajos publicados
- Con John Wells Foster, Report on the Geology of the Lake superior Land District (1851–52)
- The Mineral Wealth of the United States (1854)
- Con James Hall, Geological Report on Ohio (1858)
- A Report on the Upper Mississippi Land Region (1862)
- The Geological Survey of California (1864–70)
- The Yosemite Book (1869). Later reprinted without photographs as The Yosemite Guide-Book
- Auriferous Gravels of the Sierra Nevada of California (1880)
- Climatic Changes of Late Geological Times (1882)